# Darwin. Miłość i ewolucja
Darwin. Miłość i ewolucja (ang. Creation) – brytyjski film biograficzny z 2009 roku w reżyserii Jona Amiela. Film miał swoją premierę 10 września 2009 roku na Międzynarodowym Festiwalu Filmowym w Toronto, będąc jednocześnie obrazem otwierającym festiwal.
Fabuła filmu obejmuje fragment biografii angielskiego przyrodnika Charlesa Darwina, ukazując wydarzenia poprzedzające publikację jego przełomowej pracy O powstawaniu gatunków. Uczony prowadzi badania, które doprowadzą do sformułowania nowej teorii o zmienności gatunków, jednocześnie musząc poradzić sobie z depresją po śmierci ukochanej córki Annie i konfliktem z głęboko religijną żoną. Zdjęcia do filmu realizowano w Down House w hrabstwie Kent, gdzie mieszkali Darwinowie, a także w Bradford-on-Avon w hrabstwie Wiltshire.
Obraz napotkał na problemy z dystrybucją w Stanach Zjednoczonych, gdzie silne są wpływy środowisk kreacjonistycznych, negujących teorię ewolucji biologicznej. Film trafił do kin w tym kraju dopiero 4 miesiące po światowej premierze.

## Obsada
- Paul Bettany jako Charles Darwin
- Jennifer Connelly jako Emma Darwin
- Martha West jako Annie Darwin
- Toby Jones jako Thomas Huxley
- Jeremy Northam jako wielebny Innes
- Benedict Cumberbatch jako Joseph Hooker
- Jim Carter jako Parslow